# Catapodium marinum
Catapodium marinum — вид рослин родини тонконогові (Poaceae).

## Опис
Зеленувата або сиза рослина. Стебла до 20 см, прямостоячі або висхідні, злегка рифлені, гладкі. Листові пластини до 8 см в довжину і 0,5–2,5 мм шириною. Волоть 1–10 см. Колоски 2.5–8 мм, яйцеподібні або яйцеподібно-ланцетні, з (3)6–10 квітів, голі. Цвіте з квітня по червень.

## Поширення
Північна Африка: Алжир; Єгипет; Лівія; Марокко; Туніс. Західна Азія: Кіпр; Ізраїль; Ліван; Туреччина. Європа: Ірландія; Об'єднане Королівство; Бельгія; Нідерланди; Албанія; Хорватія; Греція [вкл. Крит]; Італія [вкл. Сардинія, Сицилія]; Словенія; Франція [вкл. Корсика]; Португалія [вкл. Азорські острови, Мадейра]; Гібралтар; Іспанія [вкл. Балеарські острови].